# Senado romano

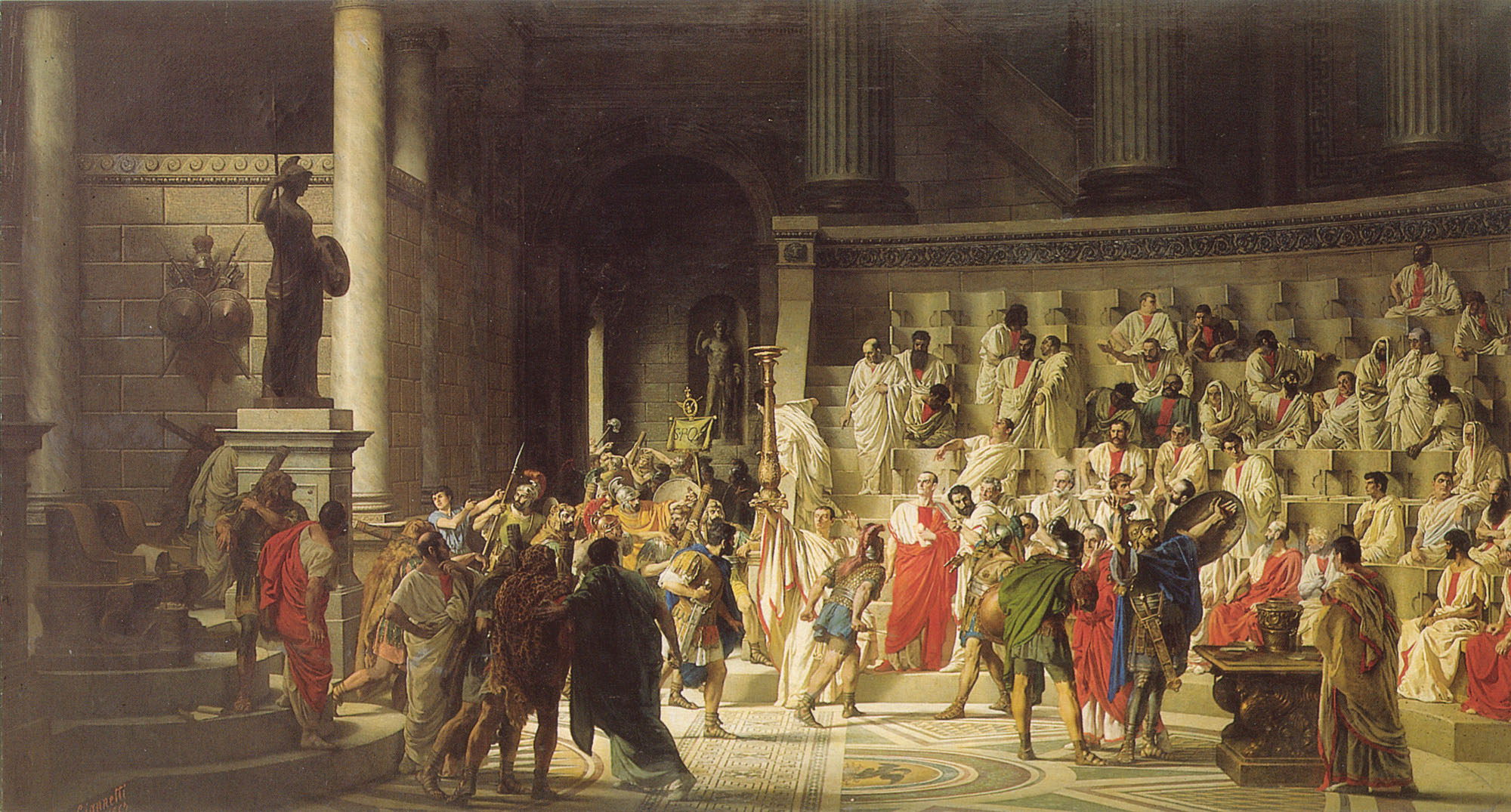
El último Senado de Julio César. Raffaele Giannetti,.

El Senado  fue una de las instituciones del gobierno de la Antigua Roma. Estuvo compuesto durante la mayor parte de la República por trescientos miembros extraídos de los antiguos magistrados, aunque tras la dictadura de Sila y en época imperial ese número llegó a aumentar hasta novecientos. Se encargaba de ratificar las leyes votadas por los comicios, aconsejar a los magistrados, dirigir la política exterior, las finanzas y la religión.

## El Senado bajo la Monarquía (siglos VIII-VIa.C.)
El Senado nació como una institución consultiva de la Monarquía romana, formado exclusivamente por 30 patricios (un representante de cada gens) al principio, y luego trescientos. Adquirió mayores prerrogativas con la República, pasando a refrendar a través de su auctoritas los actos de los cónsules y extendiendo su competencia a los actos de otros magistrados y comicios, temas religiosos, conflictos entre magistrados, policía, crímenes con pena capital cuando esta era conmutada, cuestiones militares y financieras y tratados internacionales.

## El Senado bajo la República (siglos VI-Ia.C.)
A mediados de la época republicana el Senado contaba con unos trescientos miembros; estaba compuesto por todos los ciudadanos que habían ejercido magistraturas curules —cónsules, pretores y ediles, los conscripti—, así como de los patres, las cabezas de las familias patricias —descendientes de los primeros senadores romanos establecidos por Rómulo y sus sucesores, que formaban el grupo social privilegiado, opuesto a los plebeyos—. Adicionalmente, los censores podían incluir senadores que no habían ejercido magistraturas, aunque estos tenían restringido su derecho a tomar la palabra y se los denominaba senatores pedarii. Los antiguos tribunos de la plebe no obtuvieron el acceso automático, o bien hasta el año 149 a. C. por la Ley Atinia, o bien tras el tribunado de Cayo Graco.
Con el acceso a los derechos ciudadanos de los plebeyos, (véase secessio plebis) el Senado perdió el derecho de acreditar los actos de los Comicios Centuriados. Por el contrario adoptó el derecho de nombrar dictador y pronto legisló sobreponiéndose a los Comicios Tributos, alcanzando un gran poder.
En el siglo III a. C. el  Senado sufrió las modificaciones propias de la nueva situación. Los asientos senatoriales continuaron en manos de los censores y todos los magistrados curules que abandonaban su cargo accedían al Senado.
El Senado pasó de ser un cuerpo consultivo de los cónsules, al principio de la República (y subordinado a estos en muchos aspectos), a ser una corporación de gobernantes, sin dependencia de nadie. El Senado dirigía la guerra a través de los cónsules y toda la política de la República. En efecto, José Manual Roldán Hervás dice:

«La significación del Senado en la vida pública se elevó muy por encima de su real función jurídica. Como reunión de ex-magistrados, el Senado personificaba la tradición pública romana y toda la experiencia de gobierno y administración de sus componentes [···] Frente a los magistrados anuales, el Senado se destaca como el núcleo permanente del Estado, el elemento que otorgaba a la política romana su solidez y continuidad. No es extraño, por tanto, que, a pesar de su función puramente consultiva, sobre la magistratura y sobre las asambleas, se superpusiera el Senado como el auténtico gobierno, ante cuya experiencia y prestigio aquellos se plegaban.»

Con el tiempo el Senado asumió el nombramiento de diversos cargos curules, lo que implicaba la designación de sus propios miembros, y además influyó cada vez más en los censores. Se mantuvo la distinción entre senadores patricios y plebeyos.
La desaparición de la figura del dictador permitió al Senado ocupar ciertas funciones en casos graves, en especial el conferir a los cónsules facultades especiales, similares a la dictadura, por tiempo limitado.
Sila amplió el número de senadores a seiscientos y Julio César, después de derrotar a su rival Pompeyo y a sus aliados, la mayor parte de las familias senatoriales tradicionales, procedió a incrementar el número hasta novecientos, promocionando al orden senatorial a familias ecuestres, mandos militares, centuriones de origen proletario de su ejército y provinciales, como su consejero financiero Lucio Cornelio Balbo el Mayor, natural de Gades (Cádiz, España); a los ojos de la nobilitas senatorial superviviente del bando pompeyano y de muchos partidarios de César esto era una aberración y ello fue una de las causas del asesinato de César.
Augusto volvió a reducir el número de senadores a seiscientos, aunque mantuvieron algunos de los nombramientos de César, que tenían la consideración homines novi, pero las proscripciones por ellos emprendidas vaciaron los bancos del Senado, que fueron llenados con la promoción de partidarios de los triunviros extraídos del ordo ecuestre y del ejército.

## El Senado durante el Alto Imperio (siglos Ia.C.-IIId.C.)

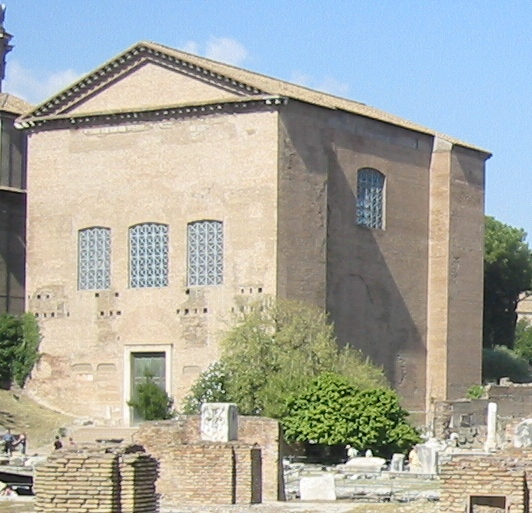
La Curia Julia, edificio del Foro romano, donde solía reunirse el Senado en época imperial.

Terminada la guerra entre Augusto y Marco Antonio en 31 a. C., Augusto procedió a elaborar la lista de senadores, intentando recuperar a los supervivientes de las familias tradicionales, pero favoreciendo también a sus partidarios, sin tener en cuenta su origen, caso de Cayo Mecenas, Marco Vipsanio Agripa, Lucio Munacio Planco o Cayo Asinio Polión. También incrementó los poderes nominales del Senado, trasmitiendo los poderes de elección de magistrados de las asambleas o comicios al senado, aunque realmente redujo sus poderes, ya que casi todas las provincias con ejército pasaron al control directo del emperador, las magistraturas se convirtieron en cargos honoríficos y los candidatos a ellas necesitaban del visto bueno del emperador, quien asumió la potestad jurisdiccional de los Comitia Tributa, por lo que los edictos imperiales se superpusieron a los senadoconsultos.
A partir de Claudio, numerosos provinciales, especialmente hispanos, fueron admitidos en el Senado, aunque a estos nuevos senadores se les imponía el requisito de invertir el censo mínimo senatorial —un millón de sestercios— en propiedades rústicas en Italia, culminando el proceso con la elección de un emperador procedente de una familia senatorial provincial hispana: Trajano.
A lo largo del Alto Imperio, las relaciones entre los emperadores y los senadores fueron las de un tira y afloja continuo y, si bien es cierto que muchos colaboradores de los emperadores eran senadores, lo cierto es que estos, aún los más respetuosos, tendían a dejar de lado las expectativas y deseos de los senadores. Además, los senadores tendían a ignorar que la verdadera fuente de poder del Estado romano era el ejército, por el cual pasaban por cortos períodos de tiempo. La consecuencia fue que algunos emperadores, como Tiberio, Calígula, Nerón, Domiciano, Adriano o Cómodo sostuvieron relaciones muy difíciles con el Senado y promovieron la persecución de muchos de sus miembros.
El número de miembros del Senado no dejó de aumentar: a principios del siglo III podía contar con ochocientos o novecientos miembros.
Con el advenimiento de la dinastía Severa, de origen militar, el Senado fue progresivamente arrinconado en favor del orden ecuestre y de la nueva burocracia imperial nacida del ejército, hasta que el emperador Aureliano excluyó a los senadores de los puestos militares.

## El Senado en el Bajo Imperio (siglos IV-VId.C.)
En el Bajo Imperio, el Senado de Roma fue duplicado con otro igual a él, creado por Constantino I, en la nueva capital, Constantinopla (Estambul, Turquía), y se convirtió en un simple club de notables.
El Senado romano desapareció en los turbulentos años del siglo VI en los que las tropas del rey ostrogodo Totila luchaban a la desesperada contra las tropas imperiales de Justiniano I, dirigidas por Belisario, mientras que en el resto de los reinos bárbaros nacidos de la descomposición del estado romano, los senadores fueron fundiéndose progresivamente con la nobleza germánica dirigente.

## El orden senatorial

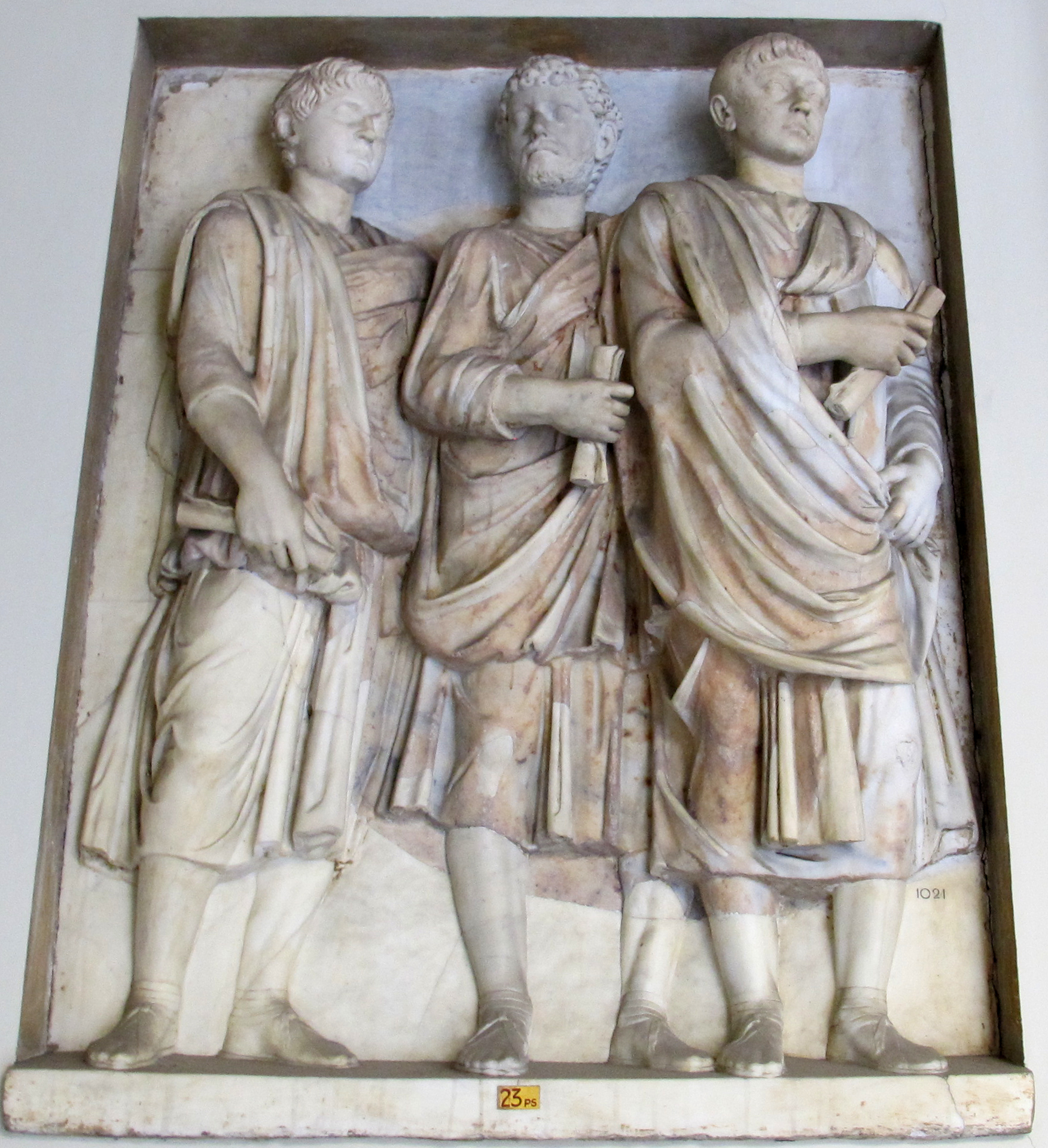
Relieve romano de mediados del siglo III depositado en los Museos Vaticanos en el que aparecen tres varones togados, dos maduros y uno joven, pertenecientes al ordo senatorius.

La designación de las vacantes del Senado, designadas primero por los cónsules, pasó a los censores. Su funcionamiento fue regulado por la Ley Ovinia.
Las promociones al orden senatorial (ordo senatorius) quedaron abiertas a todos los ciudadanos que hubieran sido antes edil curul, pretor o cónsul (los cónsules ya tenían derecho a ser senadores con voto). El censor estaba obligado a incluir en la lista de nuevos senadores a los cónsules que habían dejado el cargo, salvo que por precepto legal pudieran proclamar su exclusión motivada. Pero como los ciudadanos que podían ocupar un puesto en el Senado no eran suficientes para cubrir las bajas que se producían por fallecimiento o exclusión y el número de senadores no podía bajar de trescientos, los censores podían elegir libremente entre aquellos que no habían ejercido una magistratura de las citadas, si bien los designados debían haberse distinguido por su valor, haber matado a un jefe enemigo o salvar a un ciudadano romano; a estos senadores se les llamaba subalternos (senatores pedarii) y tenían derecho a voto pero no participaban en la discusión.
El Senado era el que dominaba en materia de elección y de gobierno, siendo sobre todo un órgano con poder ejecutivo: en él recaía la potestad de nombrar y controlar las más altas magistraturas del Estado (consulado y pretura), y controlaba al ejército y llevaba a cabo la política exterior. Contrario a lo que se cree, no era propiamente una cámara legislativa (aunque en algunos casos podía promover leyes), pues por un lado los tribunos de la plebe tenían el poder de vetar cualquier propuesta del Senado (fuera del tipo que fuera) y en general eran dichos tribunos los que desarrollaban la función legislativa, redactando los proyectos de ley, que solían ser sometidos previamente al Senado (procedimiento conocido como senadoconsulto, de consultar al Senado) para después convocar los plebiscitos en los que finalmente eran aprobadas las leyes; las leyes romanas, por tanto, eran promovidas a propuesta de los tribunos, no del Senado, y sancionadas directamente por el pueblo. El paso de las leyes por el Senado no era algo obligatorio, pero sí fundamental, pues al disponer del poder ejecutivo, podía poner o no en ejecución un plebiscito votado, de manera que cualquier tribuno que deseara ver desarrollado adecuadamente el programa de leyes que había promovido se veía forzado a llegar a acuerdos con el Senado. En los casos urgentes, que generalmente aparecían en un contexto bélico o de crisis, el Senado podía legislar sin que las leyes fueran ratificadas por la Asamblea, sin perjuicio de ulterior ratificación, que para el final de la República ya casi nunca era solicitada.
El Senado se atribuyó la designación de dictador (cuyo nombramiento correspondía antes a los cónsules), y asumió también la prórroga de cargos (el cónsul cesante que no se encontraba en Roma en el momento del cese, seguía en funciones como procónsul; lo mismo ocurría con los pretores que continuaban como propretores) lo que llevó en la práctica a una reelección encubierta (desde el 307 a. C., un senadoconsulto bastaba para prorrogar una magistratura). Además, en las elecciones a la magistratura, la aristocracia apoyaba a los candidatos del Senado y, como el sistema electoral era censitario y el peso que otorgaba a la aristocracia era superior al de la plebe, su elección estaba casi garantizada.
El Senado decidía sobre la guerra, la paz, las alianzas, la fundación de colonias, las asignaciones de tierras públicas, los trabajos públicos, el sistema de rentas, la asignación de departamentos a los magistrados, el contingente del ejército, el presupuesto de los departamentos, etc. Los cuestores no podían hacer pago alguno sin un senadoconsulto (con algunas excepciones para los cónsules).

## El Senado reformado

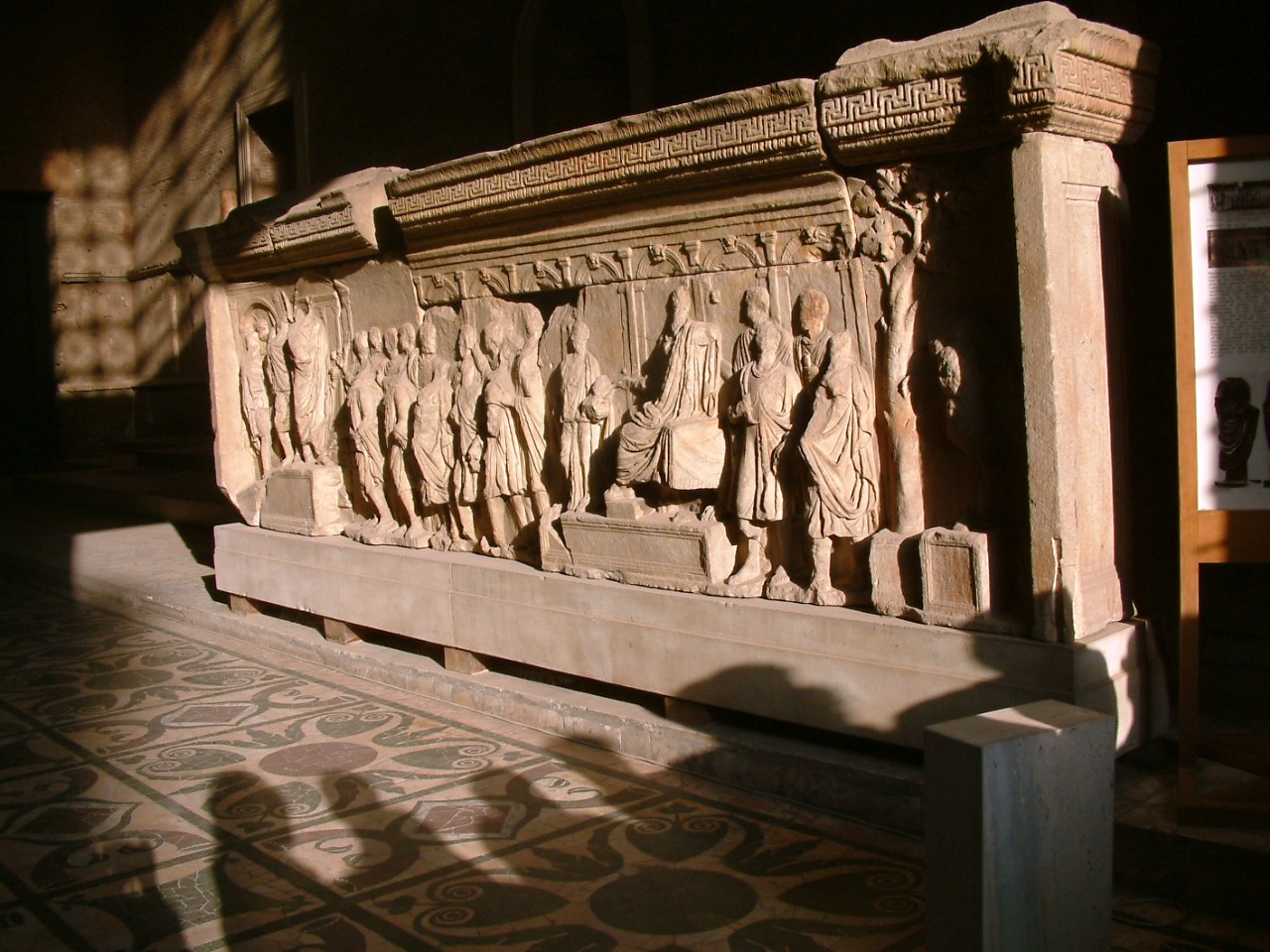
Detalle del interior de la Curia Julia, con el pavimento de opus sectile y un relieve marmóreo con una representación del senado reunido.

El Senado varió su composición. Inicialmente estaba formado por trescientos miembros de la nobleza y todos los senadores, salvo excepción, eran patricios. Más adelante, se reservaron 164 asientos a los plebeyos o nuevos admitidos (conscripti). Esta distinción se mantuvo al menos en los formalismos de tal forma que la alocución para dirigirse a la cámara era patres et conscripti, aún mucho después de que tales diferencias dejaran de ser importantes.
Los senadores eran consuetudinariamente vitalicios, pero la costumbre derivó en ley para los patricios. Como el Senado representaba a la nobleza patricia y había en él miembros plebeyos, se relegó a estos a un papel secundario dentro de la institución. Si alguno se oponía, en las revisiones cuadrienales de senadores que efectuaban los cónsules, eran o podían ser eliminados. Además, los plebeyos que entraban en el Senado, no lo hacían por mérito, sino por su riqueza y en estas circunstancias, sus intereses coincidían con los de la nobleza patricia.
Se distinguían entre los senadores dos grupos: los provenientes del ejercicio de magistraturas y los que no las habían desempeñado (pedarii).
El nombramiento de los senadores correspondía desde el inicio de la República a los cónsules o dictadores. Más tarde, esta fue una atribución específica de los censores.
Al Senado correspondía el refrendar todas las propuestas importantes políticas o administrativas de los cónsules y otros magistrados que hubieran obtenido el voto afirmativo de las asambleas correspondientes. Cuando el acto debía ser ejecutado como parte de los deberes del magistrado no precisaba refrendo senatorial. Aunque al principio las decisiones del Senado fueron llamadas consulis senatusque sententia, más tarde los dictámenes del Senado dejaron de ser consultivos y adquirieron fuerza, siendo llamados senatus consultum y senatus sententia. El cónsul debía obedecer al Senado, pues en caso contrario podía ser privado de fondos, se podía nombrar a un dictador o decidir otras medidas que daban preeminencia al Senado sobre los altos magistrados.
Correspondía al Senado decidir sobre los siguientes asuntos:
- Religiosos.
- Elección de magistrados extraordinarios.
- Resolución de conflictos entre magistrados.
- Cuestiones de policía.
- Algunos casos criminales que comportaban pena capital, cuando el acusado era perdonado, o era conmutada su sentencia, o bien era liberado.
- Cuestiones militares.
- Cuestiones financieras.
- Negociaciones con Estados extranjeros y firma de tratados después de la paz. El Senado debía aprobar los cambios territoriales pactados por los cónsules u otros magistrados con el enemigo.

El Senado era convocado por cualquiera de los magistrados que podían consultarle, principalmente dictadores, cónsules, prefectos de la ciudad, pretores, tribunos de la plebe y después tribunos consulares con potestad consular. El convocante presidía la reunión.
La convocatoria se hacía bien públicamente mediante pregones (praecones) o edictos, o bien mediante un aviso a cada senador (era obligatorio que tuvieran residencia en Roma). A veces, en una reunión se convocaba la siguiente. Los que no asistían sin justa causa (la asistencia era obligatoria) podían ser sancionados con multa. Las reuniones se celebraban en edificios públicos, generalmente en el Capitolio (Curia Calabra), el Comitium (Curia Hostilia luego Curia Julia) o el templo de Júpiter Capitolino. Los senadores permanecían sentados y el presidente ocupaba un lugar central sobre una silla elevada.
Las reuniones no podían coincidir con la celebración de comicios y duraban de sol a sol. Las votaciones debían celebrarse antes del ocaso.
La sesión se abría con unos sacrificios religiosos para consultar a los auspicios. Los asuntos a tratar eran determinados por la presidencia, pero los religiosos tenían preferencia.